# 専門学校デジタル&ランゲージ秀林
学校法人金井学園　専門学校 デジタル＆ランゲージ 秀林は、東京都江東区にある専門学校。1988年4月に開校。2023年、秀林外語専門学校から専門学校 デジタル＆ランゲージ 秀林(専門学校DLS)に校名変更。

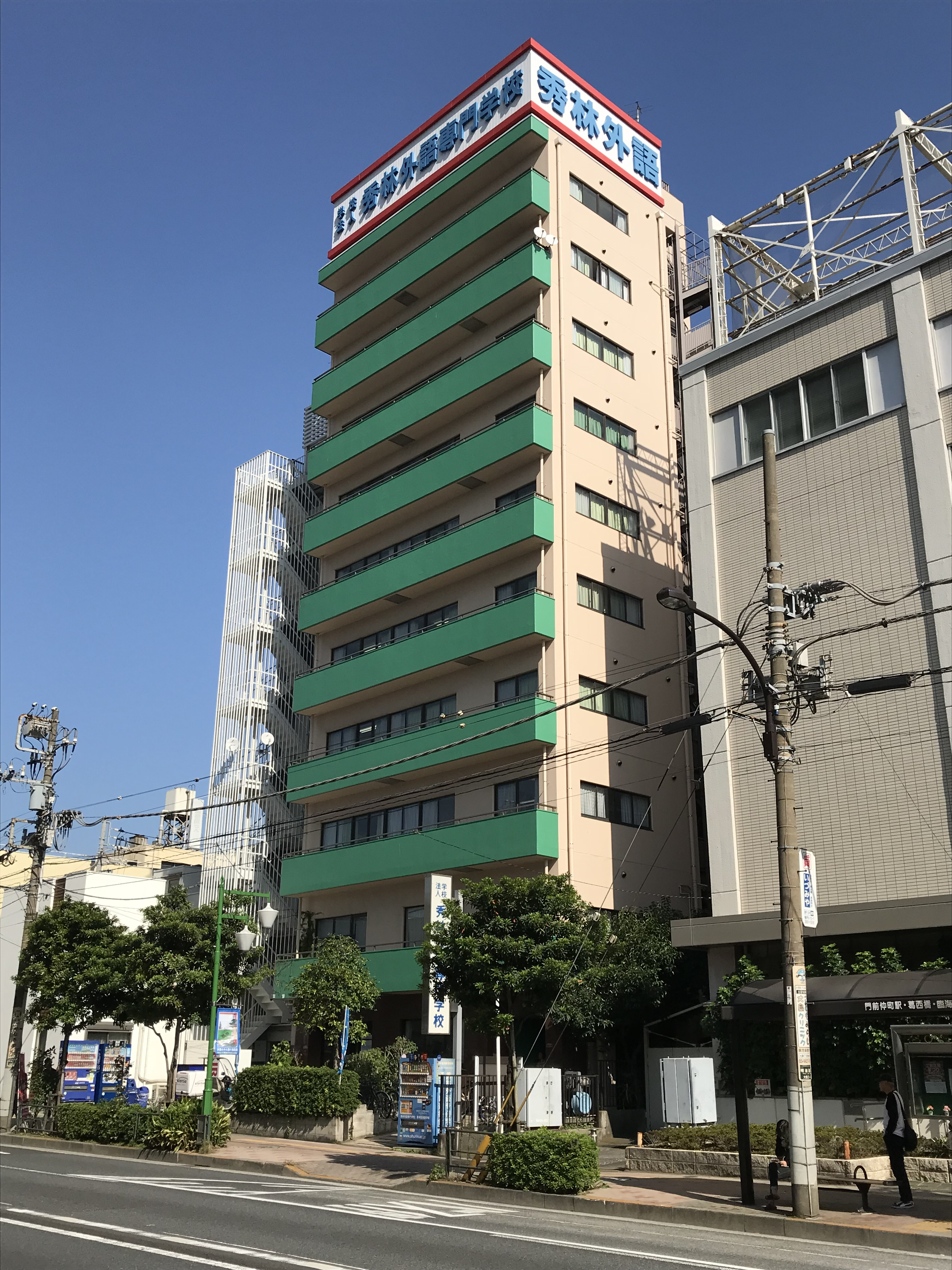
専門学校DLS

## 学科
- デジタルプロフェッショナル学科
- 韓国語学科 - 「韓国語コース」 「韓国語・ITコース」[2]
- 日中ビジネス通訳・翻訳コース
- 日越通訳・翻訳コース
- 日本語ビジネスコース・日本語学科[3]

## 付属校
- 秀林日本語学校[4]

## 所在地
- 〒136-0072 東京都江東区大島3-4-7

最寄り駅は、JR総武線 亀戸駅と都営新宿線 西大島駅

## 教科書作成
学校の教員により教科書の作成を行っている。
- 実践韓国語トレーニング　初級編（三修社）[5]